# Fade Like a Shadow
Singles de KT Tunstall
If Only
(2007) (Still a) Weirdo
(2010)
Fade Like a Shadow est le premier single du troisième album Tiger Suit de la chanteuse/compositrice écossaise KT Tunstall. Sorti aux États-Unis et au japon le 6 août 2010, Fade Like a Shadow est beaucoup plus rythmé et dynamique que l'autre single (Still a) Weirdo, c'est pourquoi la chanson a été choisie pour être diffusée sur les radios américaines. Un clip vidéo a été réalisé par Paul Minor.